# هوئوپالاهتی
هوئوپالاهتی (به فنلاندی: Huopalahti) یک منطقهٔ مسکونی در فنلاند است که در اوسیما واقع شده‌است. هوئوپالاهتی ۱۲٫۳ کیلومتر مربع مساحت و ۲٬۳۷۷ نفر جمعیت دارد.